# Astragalus ruscifolius
Astragalus ruscifolius — вид квіткових рослин з родини бобових (Fabaceae). Ареал охоплює такі країни: Іран.

## Середовище
Це багаторічний чагарник, що росте в гірських районах. Вважається, що цей вид зустрічається в гірських лісах Кух-Руд та Східного Ірану, басейнах Центральної Перської пустелі та лісостепових екорегіонах гір Загрос. Висоти: 1000–1600 метрів. Сільськогосподарське культивування, надмірний випас худоби та надмірна заготівля деревної рослинності для палива значною мірою сприяли скороченню площ природної рослинності в екорегіонах, де вважається, що цей вид зустрічається, і далі становлять значну загрозу для природної рослинності.